# Hypercompe cretacea
Hypercompe cretacea är en fjärilsart som beskrevs av Paul Dognin 1912. Hypercompe cretacea ingår i släktet Hypercompe och familjen björnspinnare. Inga underarter finns listade i Catalogue of Life.